# 狄恩·史達威爾
罗伯特·狄恩·史達威爾（英語：Robert Dean Stockwell，1936年3月5日—2021年11月7日），是美国电影和电视剧演员，从影生涯超过70年。在童年时，史達威爾就已和米高梅签约，出演了《君子協定》（Gentleman's Agreement，1947年）等电影，并在電影《兇手學生》（Compulsion，1959年）及《日以繼夜》（Long Day’s Journey Into Night，1962年）中兩次奪得坎城影展最佳男主角。